# Pangkalan Damai
Pangkalan Damai is een bestuurslaag in het regentschap Ogan Komering Ilir van de provincie Zuid-Sumatra, Indonesië. Pangkalan Damai telt 1113 inwoners (volkstelling 2010).